# Obra completa de Carl Gustav Jung

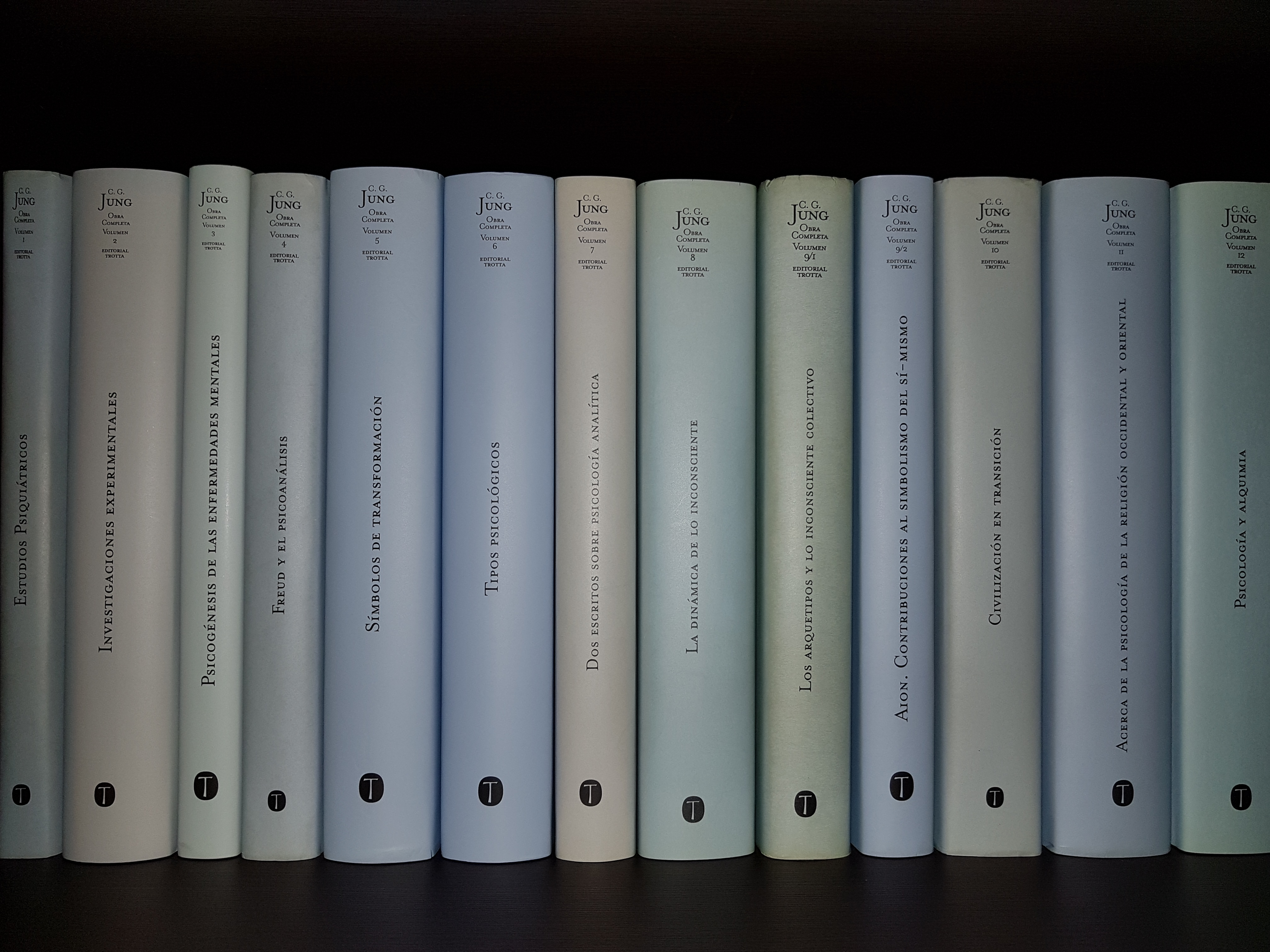
Obra completa de Carl Gustav Jung, en su edición española.

La obra completa en español del médico psiquiatra, psicólogo y ensayista suizo Carl Gustav Jung incluye la obra completa propiamente dicha, siete seminarios, su autobiografía, el epistolario y el volumen de entrevistas.
Complementan todo ello las Philemon Series, proyecto de actualización a cargo de la Philemon Foundation que incluye material inédito.
Finalmente, se suma a ambas recopilaciones obra inédita independiente.
El 8 de marzo de 2024, Princeton University Press anunció La edición crítica de las obras de C. G. Jung.

## Obra completa de Carl Gustav Jung

### A. Obra completa

#### Volumen 1
Estudios psiquiátricos (Traducción de Andrés Sánchez Pascual y María Luisa Pérez Cavana, 1999 [3ª edición 2021]. ISBN 978-84-8164-299-5/ ISBN 978-84-8164-341-1)
1. Acerca de la psicología y patología de los llamados fenómenos ocultos (1902)
2. Sobre la paralexia histérica (1904)
3. Criptomnesia (1905)
4. Sobre la distimia maníaca (1903)
5. Un caso de estupor histérico en una mujer en prisión preventiva (1902)
6. Sobre simulación de trastorno mental (1903)
7. Peritaje médico sobre un caso de simulación de trastorno mental (1904)
8. Peritaje arbitral sobre dos peritajes psiquiátricos contradictorios (1906)
9. Acerca del diagnóstico psicológico forense (1905)

#### Volumen 2
Investigaciones experimentales. Estudios acerca de la asociación de palabras (Trad. Carlos Martín Ramírez, 2016. ISBN 978-84-9879-646-9/ ISBN 978-84-9879-647-6)
Estudios acerca de la asociación de palabras
1. Investigaciones experimentales sobre las asociaciones de sujetos sanos (C. G. Jung y F. Riklin, 1904/1906)
2. Análisis de las asociaciones de un epiléptico (1905/1906)
3. Sobre el tiempo de reacción en el experimento de asociación (1905/1906)
4. Observaciones experimentales sobre la facultad de recordar (1905)
5. Psicoanálisis y experimento de asociación (1905/1906)
6. El diagnóstico psicológico forense (1906/1941)
7. Asociación, sueño y síntoma histérico (1906/1909)
8. El significado psicopatológico del experimento de asociación (1906)
9. Sobre los trastornos de reproducción en el experimento de asociación (1907/1909)
10. El método de asociación (1910)
11. La constelación familiar (1910)

Investigaciones psicofísicas
1. Sobre los fenómenos psicofísicos concomitantes en el experimento de asociación (1907)
2. Investigaciones psicofísicas con el galvanómetro y el pneumógrafo en sujetos normales y enfermos mentales (C. G. Jung y F. Peterson, 1907)
3. Nuevas investigaciones sobre el fenómeno galvánico y la respiración en sujetos normales y enfermos mentales (C. G. Jung y C. Ricksher, 1907)
4. Datos estadísticos del alistamiento de reclutas (1906)
5. Nuevos aspectos de la psicología criminal (1906/1908)
6. Los métodos de investigación psicológica usuales en la Clínica Psiquiátrica de la Universidad de Zúrich (1910)
7. Breve panorama de la teoría de los complejos [1911] (1913)
8. Acerca del diagnóstico psicológico forense: el experimento forense en el proceso judicial ante el jurado en el caso Näf (1937)

#### Volumen 3
Psicogénesis de las enfermedades mentales (Trad. Luciano Elizaincín, 2015. ISBN 978-84-9879-608-7/ ISBN 978-84-9879-609-4)
1. Sobre la psicología de la dementia praecox: un ensayo (1907)
2. El contenido de las psicosis (1908/1914)
3. Sobre la comprensión psicológica de procesos patológicos (1914)
4. Crítica del libro de E. Bleuler (1911)
5. Sobre el significado de lo inconsciente en psicopatología (1914)
6. Sobre el problema de la psicogénesis en las enfermedades mentales (1919)
7. Enfermedad mental y alma ("¿Enfermos mentales curables?") (1928)
8. Sobre la psicogénesis de la esquizofrenia (1939)
9. Consideraciones recientes acerca de la esquizofrenia (1956/1959)
10. La esquizofrenia (1958)

#### Volumen 4
Freud y el psicoanálisis (Trad. Ángel Repáraz, 2000 [2ª edición, 1ª reimpresión 2013]. ISBN 978-84-8164-394-7/ ISBN 978-84-8164-395-4)
1. La doctrina de Freud acerca de la histeria: réplica a la crítica de Aschaffenburg (1906)
2. La teoría freudiana de la histeria (1908)
3. El análisis de los sueños (1909)
4. Una contribución a la psicología del rumor (1910/1911)
5. Una contribución al conocimiento de los sueños con números (1910/1911)
6. Reseña crítica de Morton Prince, M.D., «The Mechanism and Interpretation of dreams» (1911)
7. Acerca de la crítica al psicoanálisis (1910)
8. Acerca del psicoanálisis (1912)
9. Ensayo de exposición de la teoría psicoanalítica (1913/1955)
10. Aspectos generales del psicoanálisis (1913)
11. Sobre psicoanálisis (1916)
12. Cuestiones psicoterapéuticas actuales (Correspondencia C. G. Jung/R. Loÿ) (1914)
13. Prólogos a los Collected Papers on Analytical Psychology (1916/1917/1920)
14. El significado del padre para el destino del individuo (1909/1949)
15. Introducción al libro de W. M. Kranefeldt Die Psychoanalyse (1930)
16. La contraposición entre Freud y Jung (1929)

#### Volumen 5
Símbolos de transformación. Análisis del preludio a una esquizofrenia (1952) [Reelaboración del libro Transformaciones y símbolos de la libido (1912)] (Trad. Rafael Fernández de Maruri, 2012 [1ª edición, 1ª reimpresión]. ISBN 978-84-9879-335-2/ ISBN 978-84-9879-336-9)

#### Volumen 6
Tipos psicológicos (Trad. Rafael Fernández de Maruri, 2013 [1ª reimpresión 2021]. ISBN 978-84-9879-479-3/ ISBN 978-84-9879-480-9)
1. Tipos psicológicos (1921/1960)
2. Sobre la cuestión de los tipos psicológicos (1913)
3. Tipos psicológicos (1923)
4. Tipología psicológica (1928)
5. Tipología psicológica (1936)

#### Volumen 7
Dos escritos sobre psicología analítica (Trad. Rafael Fernández de Maruri, 2007. ISBN 978-84-8164-759-4/ ISBN 978-84-8164-760-0)
1. Sobre la psicología de lo inconsciente (1917/1926/1943)
2. Las relaciones entre el yo y lo inconsciente (1928)
3. Nuevos rumbos de la psicología (1912)
4. La estructura de lo inconsciente (1916)

#### Volumen 8
La dinámica de lo inconsciente (Trad. Mª Dolores Ábalos, 2004 [2ª edición, 2ª reimpresión 2022]. ISBN 978-84-8164-586-6/ ISBN 978-84-8164-587-3)
1. Sobre la energética del alma (1928)
2. La función transcendente [1916] (1957)
3. Consideraciones generales sobre la teoría de los complejos (1934)
4. El significado de la constitución y la herencia para la psicología (1929)
5. Determinantes psicológicos del comportamiento humano (1936/1942)
6. Instinto e inconsciente (1919/1928)
7. La estructura del alma (1927/1931)
8. Consideraciones teóricas acerca de la esencia de lo psíquico (1947/1954)
9. Puntos de vista generales acerca de la psicología de los sueños (1916/1948)
10. De la esencia de los sueños (1945/1948)
11. Los fundamentos psicológicos de la creencia en los espíritus (1920/1948)
12. Espíritu y vida (1926)
13. El problema fundamental de la psicología actual (1931)
14. Psicología analítica y cosmovisión (1928/1931)
15. Realidad y suprarrealidad (1933)
16. El punto de inflexión de la vida (1930/1931)
17. Alma y muerte (1934)
18. Sincronicidad como principio de conexiones acausales (1952)
19. Sobre sincronicidad (1952)

#### Volumen 9/1
Los arquetipos y lo inconsciente colectivo (Trad. Carmen Gauger, 2002 [2ª edición, 2ª reimpresión 2010]. ISBN 978-84-8164-524-8/ ISBN 978-84-8164-525-5)
1. Sobre los arquetipos de lo inconsciente colectivo (1934/1954)
2. El concepto de inconsciente colectivo (1936)
3. Sobre el arquetipo con especial consideración del concepto de ánima (1936/1954)
4. Los aspectos psicológicos del arquetipo de la madre (1939/1954)
5. Sobre el renacer (1940/1950)
6. Acerca de la psicología del arquetipo del niño (1940)
7. Acerca del aspecto psicológico de la figura de la Core (1941/1951)
8. Acerca de la fenomenología del espíritu en los cuentos populares (1946/1948)
9. Acerca de la psicología de la figura del Trickster (1954)
10. Consciencia, inconsciente e individuación (1939)
11. Acerca de la empiria del proceso de individuación (1934/1950)
12. Sobre el simbolismo del mandala (1938/1950)
13. Mandalas (1955)

#### Volumen 9/2
Aion. Contribuciones al simbolismo del sí-mismo (1951) (Trad. Carlos Martín Ramírez, 2011. ISBN 978-84-9879-219-5/ ISBN 978-84-9879-220-1)

#### Volumen 10
Civilización en transición (Trad. Carlos Martín Ramírez, 2001 [1ª reimpresión 2014]. ISBN 978-84-8164-405-0/ ISBN 978-84-8164-403-6)
1. Sobre lo inconsciente (1918)
2. Alma y tierra (1927/1931)
3. El hombre arcaico (1931)
4. El problema anímico del hombre moderno (1928/1931)
5. Sobre el problema amoroso del estudiante universitario (1928)
6. La mujer en Europa (1927)
7. El significado de la psicología para el presente (1933/1934)
8. Acerca de la situación actual de la psicoterapia (1934)
9. Prólogo al libro Reflexiones sobre la historia actual (1946)
10. Wotan (1936/1946)
11. Después de la catástrofe (1945/1946)
12. La lucha con la sombra (1946/1947)
13. Epílogo al libro Reflexiones sobre la historia actual (1946)
14. Presente y futuro (1957)
15. Un mito moderno. De cosas que se ven en el cielo (1958)
16. La conciencia desde un punto de vista psicológico (1958)
17. El bien y el mal en la psicología analítica (1959)
18. Prólogo al libro de Toni Wolff, Studien zu C. G. Jungs Psychologie (1959)
19. El significado de la línea suiza en el espectro de Europa (1928)
20. El amanecer de un mundo nuevo. Reseña del libro de H. Keyserling: Amerika. Der Aufgang einer neuen Welt (1930)
21. Reseña de H. Keyserling La révolution mondiale et la responsabilité de l'esprit (1934)
22. Complicaciones de la psicología norteamericana (1930)
23. El mundo ensoñador de la India (1939)
24. Lo que la India puede enseñarnos (1939)
25. Apéndice: Nueve comunicaciones breves (1933/1938)

#### Volumen 11
Acerca de la psicología de la religión occidental y de la religión oriental (Trad. Rafael Fernández de Maruri, 2008 [2.ª edición 2016]. ISBN 978-84-8164-902-4/ ISBN 978-84-8164-907-9)
La religión occidental
1. Psicología y religión (Terry Lectures) (1938/1940)
2. Ensayo de interpretación psicológica del dogma de la Trinidad (1942/1948)
3. El símbolo de la transubstanciación en la misa (1942/1954)
4. Prólogo al libro de Victor White God and the Unconscious (1952)
5. Prólogo al libro de Zwi Werblowsky Lucifer and Prometheus (1952)
6. Hermano Klaus (1933)
7. Sobre la relación de la psicoterapia con la cura de almas (1932/1948)
8. Psicoanálisis y cura de almas (1928)
9. Respuesta a Job (1952)

La religión oriental
1. Comentario psicológico al Libro Tíbetano de la Gran Liberación (1939/1955)
2. Comentario psicológico al Bardo Todol (1935/1960)
3. El yoga y Occidente (1936)
4. Prólogo al libro de Daisetz Teitaro Suzuki La Gran Liberación (1939/1958)
5. Acerca de la psicología de la meditación oriental (1943/1948)
6. Sobre el santón hindú (1944)
7. Prólogo al I Ching (1950)

#### Volumen 12
Psicología y alquimia (1944) (Trad. Alberto Luis Bixio, 2005 [1ª reimpresión 2015]. ISBN 978-84-8164-704-4/ ISBN 978-84-8164-717-4)

#### Volumen 13
Estudios sobre representaciones alquímicas (Trad. Laura S. Carugati, 2015. ISBN 978-84-9879-560-8/ ISBN 978-84-9879-561-5)
1. Comentario al libro El secreto de la flor de oro (1929)
2. Las visiones de Zósimo (1938/1954)
3. Paracelso como fenómeno espiritual (1942)
4. El espíritu Mercurius (1943/1948)
5. El árbol filosófico (1945/1954)

#### Volumen 14
Mysterium coniunctionis: investigación sobre la separación y la unión de los opuestos anímicos en la alquimia (1955/1956) (Trad. Jacinto Rivera de Rosales y Jorge Navarro Pérez, 2002 [3ª edición 2016]. ISBN 978-84-8164-512-5/ ISBN 978-84-8164-513-2)

#### Volumen 15
Sobre el fenómeno del espíritu en el arte y en la ciencia (Trad. Cristina García Ohlrich, 1999 [4ª edición, 1ª reimpresión 2023]. ISBN 978-84-8164-300-8/ ISBN 978-84-8164-342-8)
1. Paracelso (1929)
2. Paracelso como médico (1941/1942)
3. Sigmund Freud como fenómeno histórico-cultural (1932)
4. Sigmund Freud. Necrología (1939)
5. En memoria de Richard Wilhelm (1930)
6. Sobre las relaciones de la psicología analítica con la obra de arte poética (1922)
7. Psicología y poesía (1930/1950)
8. Ulises. Un monólogo (1932)
9. Picasso (1932)

#### Volumen 16
La práctica de la psicoterapia: contribuciones al problema de la psicoterapia y a la psicología de la transferencia (Trad. Jorge Navarro Pérez, 2006 [2.ª edición 2016]. ISBN 978-84-8164-811-9/ ISBN 978-84-8164-812-6)
Problemas generales de la psicoterapia
1. Consideraciones de principio acerca de la psicoterapia práctica (1935)
2. ¿Qué es la psicoterapia? (1935)
3. Algunos aspectos de la psicoterapia moderna (1930)
4. Metas de la psicoterapia (1931)
5. Los problemas de la psicoterapia moderna (1929)
6. Psicoterapia y cosmovisión (1943/1946)
7. Medicina y psicoterapia (1945)
8. La psicoterapia en la actualidad (1945/1946)
9. Cuestiones fundamentales de la psicoterapia (1951)

Problemas especiales de la psicoterapia
1. El valor terapéutico de la abreacción (1921/1928)
2. La aplicabilidad práctica del análisis de los sueños (1934)
3. La psicología de la transferencia (1946)

#### Volumen 17
Sobre el desarrollo de la personalidad (Trad. Jorge Navarro Pérez, 2010 [2ª edición]. ISBN 978-84-9879-149-5/ ISBN 978-84-9879-150-1)
1. Sobre conflictos del alma infantil (1910/1946)
2. Introducción al libro de Frances G. Wickes Análisis del alma infantil (1927/1931)
3. El significado de la psicología analítica para la educación (1928)
4. Psicología analítica y educación (1926/1946)
5. El niño superdotado (1943)
6. El significado de lo inconsciente para la educación individual (1928)
7. Sobre el devenir de la personalidad (1934)
8. El matrimonio como relación psicológica (1925)

#### Volumen 18/1
La vida simbólica (Trad. Jorge Navarro Pérez, 2009 [2ª edición]. ISBN 978-84-9879-041-2/ ISBN 978-84-9879-042-9)
1. Las conferencias Tavistock. Sobre la teoría y la práctica de la psicología analítica (1935)
2. Los símbolos y la interpretación de los sueños (1961)
3. La vida simbólica (1939)
4. Sobre el ocultismo (OC 1)
5. La psicogénesis de las enfermedades mentales (OC 3)
6. Freud y el psicoanálisis (OC 4)

#### Volumen 18/2
La vida simbólica (Trad. Jorge Navarro Pérez, 2009. ISBN 978-84-9879-082-5/ ISBN 978-84-9879-083-2)
1. Sobre el simbolismo (OC 5)
2. Dos escritos sobre psicología analítica (OC 7)
3. La dinámica de lo inconsciente (OC 8)
4. Los arquetipos y lo inconsciente colectivo (OC 9)
5. Civilización en transición (OC 10)
6. Psicología y religión (OC 11)
7. Estudios de alquimia (OC 12-14)
8. Sobre el fenómeno del espíritu en el arte y en la ciencia (OC 15)
9. La práctica de la psicoterapia (OC 16)
10. Sobre el desarrollo de la personalidad (OC 17)
11. Adenda

### B. Seminarios
- Conferencias en el Club Zofingia [1896-1899] (1983)
- Análisis de sueños [1928-1930] (1984) (Traducción María Dolores Ábalos, 2024. ISBN 978-84-1364-200-0)
- Sueños infantiles [1936-1941] (1987)
- El Zaratustra de Nietzsche [1934-1939] (1988) (Dos volúmenes, traducción Antonio Fernández Díez, 2019/2021. ISBN 978-84-9879-757-2/ ISBN 978-84-1364-003-7)
- Introducción a la psicología analítica [1925] (1989) (Traducción Francisco Campillo Ruiz, 2017. ISBN 978-84-9879-687-2)
- La psicología del yoga kundalini [1932] (1996) (Traducción Manuel Abella Martínez, 2015 [1ª edición, 4ª reimpresión]. ISBN 978-84-9879-588-2)
- Visiones [1930-1934] (1998)

### C. Autobiografía
- Recuerdos, sueños, pensamientos (1961) (Traducción María Rosa Borrás Borrás, Editorial Seix Barral, 1964/2021. ISBN 978-84-322-3873-4)

### D. Epistolario
- Cartas [1906-1961] (1972/1973)
- Correspondencia Sigmund Freud & Carl Gustav Jung (1974) (Traducción Alfredo Guéra Miralles, 2012. ISBN 978-84-9879-331-4)

### E. Entrevistas
- Encuentros con Jung (1975) (Traducción Román Escohotado, 2000. ISBN 978-84-8164-304-6)

## Philemon Series
Proyecto de actualización de la Obra completa estándar reflejada en las Bollingen Series incluyendo material inédito a cargo de Philemon Foundation. Treinta volúmenes adicionales a los ya existentes en un plazo estimado de treinta años. Dichos volúmenes conforman las Philemon Series, de los cuales se han publicado:
- The Jung-White Letters (2007)[15]
- Children's Dreams: Notes from the Seminar Given in 1936-1940 (2008)[16]
- The Red Book (2009);[17] versión en castellano Libro rojo, El hilo de Ariadna, 2010. ISBN 978-987-3761-41-6.
- The Question of Psychological Types: The Correspondence of C. G. Jung and Hans Schmid-Guisan 1915-1916 (2013)[18]
- Dream Interpretation Ancient and Modern: Notes from the Seminar Given in 1936-1941 (2014)[19]
- Analytical Psychology in Exile: The Correspondence of C. G. Jung and Erich Neumann (2015)[20]
- On Psychological and Visionary Art: Notes from C. G. Jung's Lecture on Gérard de Nerval's Aurélia (2015);[21] versión en castellano El arte psicológico y visionario. Notas de las conferencias de Jung acerca de "Aurélia" de Gérard de Nerval, El hilo de Ariadna, 1ª edición 2019, 1ª reimpresión 2022. ISBN 978-987-3761-46-1
- Dream Symbols of the Individuation Process. Notes of C. G. Jung's Seminars on Wolfgang Pauli's Dreams (2019)[22][23]
- On Theology and Psychology: The Correspondence of C. G. Jung and Adolf Keller (2020)[24]
- The Black Books (2020);[25] versión en castellano Los libros negros. 1913-1932. Cuadernos de transformación, El hilo de Ariadna, 2024. ISBN 978-84-19741-00-4
- ETH Lectures:

1. History of Modern Psychology (2018)[26]
2. Consciousness and the Unconscious (2022)[27]
3. Modern Psychology and Dreams
4. Psychological Typology
5. Psychology of the Unconscious
6. Psychology of Yoga and Meditation (2021)[28]
7. Jung on Ignatius of Loyola’s «Spiritual Excercises» (2023)[29]
8. The Psychology of Alchemy

- On Dreams and the East: Notes of the 1933 Berlin Seminar. C. G. Jung and Heinrich Zimmer (2025)[30]

En preparación:
- Jung’s Life and Work: Interviews for Memories, Dreams, Reflections with Aniela Jaffé (2025)[31][32][33][34][35][36]
- The Active Imagination: Notes from the Seminar Given in 1931 (2026)[37][38]
- Jung’s Unpublished Lectures at Polzeath on the Technique of Analysis and the Historical and Psychological Effects of Christianity (1923)[39]
- Jung’s Unpublished Book on Alchemy and Individuation (1937)[40]
- Jung and the Indologists: Jung’s Correspondences with Wihelm Hauer, Heinrich Zimmer and Mircea Eliade[41]
- The A. E. Letters: A Novella by C. G. Jung[42][43]
- Jung’s 1925 Swanage Seminar and 1927 Zurich Seminar[44]

## Obra inédita independiente
Correspondencia, seminarios, transcripción de grabaciones de conversaciones y antología inédita diversa se ha ido publicando independientemente de las Bollingen y Philemon Series:
- Über Gefühle und den Schatten. Winterthurer Fragestunden (Sobre los sentimientos y la sombra. Sesiones de preguntas de Winterthur, 1957 y 1959)[45] y Über Träume und Wandlungen. Zürcher Fragestunde (Sobre los sueños y las transformaciones. Sesiones de preguntas de Zúrich, 1958);[46] versión en castellano de ambas jornadas en un solo volumen Sueños y transformaciones. Jornadas de Winterthur y de Zúrich, traducción Mª Dolores Ábalos, Editorial Trotta, 2022. ISBN 978-84-1364-085-3;[47] en inglés The Last Lectures: C. G. Jung, 1958.[48]
- The Jung-Kirsch Letters: The Correspondence of C.G. Jung and James Kirsch (2011)[49]
- Atom and Archetype. The Pauli/Jung Letters, 1932-1958 (2014)[50]
- The Solar Myths and Opicinus de Canistris: Notes of the Seminar given at Eranos in 1943 (2015)[51]
- The Art of C. G. Jung (2018);[52][53] versión en castellano El arte de C. G. Jung, traducción Laura S. Carugati y Gastón Ricardo Rossi, El hilo de Ariadna, 2022, 2023 reimpresión. ISBN 978-84-124958-0-5[54]
- Das Buch der Bilder. Schätze aus dem Archiv des C.G. Jung-Instituts Zürich (2018);[55] versión inglesa Treasures from the Archive: C. G. Jung Institute Zürich-Küsnacht. Images Created by Patients in Analysis 1917-1955 (2023)[56]
- Encounters with C.G. Jung. The Journal of Sabi Tauber (1951–1961) (2021);[57] versión en castellano Tauber, Sabi (2023). Mi análisis con Jung. Traducción Rosario Scrimieri, rústica, 206 páginas, ilustrado color. Editorial Manuscritos. ISBN 978-84-126756-1-0.
- Aniela Jaffé nach Gesprächen mit C.G. Jung. Streiflichter zu Leben und Denken C.G. Jungs (2021);[58] versión inglesa Reflections on the Life and Dreams of C.G. Jung by Aniela Jaffé from conversations from Jung. Historical Commentary by Elena Fischli (2023);[59] versión italiana  In dialogo con Carl Gustav Jung (2023)[60][61]
- The Correspondence of Victoria Ocampo, Count Keyserling and C. G. Jung: Writing to the Woman Who Was Everything (2022)[62][63]
- C.G. Jung: Briefe an Hedy Wyss 1936-1956: Herausgegeben und mit einem Kommentar versehen von Andreas Schweizer (2023);[64] versión inglesa C. G. Jung: Letters to Hedy Wyss (1936-1956) (2023)[65]

## Edición crítica de las obras de C. G. Jung

Jung en Küsnacht, 1955.

El 8 de marzo de 2024, Princeton University Press anunció La edición crítica de las obras de C. G. Jung. Este proyecto editorial de varios años pondrá a disposición nuevas traducciones de los escritos de C. G. Jung en una edición crítica de 26 volúmenes, organizada cronológicamente y con un extenso aparato académico.
Dirigida por el editor general Sonu Shamdasani, un historiador de la psiquiatría y la psicología y un destacado experto en Jung, esta ambiciosa empresa de varios años dará como resultado 26 volúmenes de material, todos ellos recientemente traducidos por Caitlin Stephens, proporcionando nueva vida al trabajo del psicólogo suizo para una nueva generación de lectores. Astrid Freuler, traductora profesional independiente, se encargará de la revisión de las traducciones. Los volúmenes contarán con un aparato académico, que incluirá introducciones históricas, anotaciones contextuales que se basarán en gran medida en las correspondencias inéditas de Jung y presentaciones variadas de obras que pasaron por múltiples ediciones, anotando revisiones. Además del editor general, los historiadores de Jung Gaia Domenici, Martin Liebscher y Christopher Wagner actuarán como editores del volumen.

La decisión de traducir de nuevo las obras de Jung en su totalidad en lugar de simplemente revisarlas se tomó en parte debido a ciertas deficiencias en las traducciones al inglés de las Obras completas. Estas deficiencias han sido reconocidas por varios académicos a lo largo de las décadas transcurridas desde su publicación, entre ellos Marie-Louise von Franz, Paul Bishop y Sonu Shamdasani. No hace falta decir que R. F. C. Hull, el traductor de la mayoría de las Obras completas, alcanzó un logro monumental. Hull era ateo, racionalista y poeta, epítetos que no se asociarían con Jung. Sus traducciones en las Obras completas son fluidas y legibles. Sin embargo, se ha descubierto que su trabajo contiene imprecisiones, malentendidos semánticos, inconsistencias terminológicas y errores de traducción. Además, Hull aparentemente sintió que era su tarea mejorar el texto fuente y, además, intentó deliberadamente racionalizar los textos de Jung. Marie-Louise von Franz notó la naturaleza multimodal de los escritos de Jung a través de su uso de metáforas, alusiones, asociaciones y referencias etimológicas, y afirmó que este doble aspecto no se conservó en las traducciones de Hull.

Además de la inclusión de material disponible en las Obras completas de C. G. Jung, publicadas por primera vez entre 1957 y 1979, la Edición crítica se basará en importantes trabajos históricos de la historia de Jung de las últimas décadas y de avances en la erudición en los campos que atravesó. Siguiendo la reciente publicación del Libro rojo y los Libros negros se puede comprender la evolución de su pensamiento y los vínculos entre su biografía y sus obras. Estos volúmenes también incorporarán extensos manuscritos y notas descubiertos sólo cuando los archivos de Jung fueron catalogados por primera vez en 1993. En su totalidad, la Edición crítica dilucidará el desarrollo del pensamiento y la escritura de Jung a lo largo de su vida.
El inicio del trabajo en el proyecto fue establecido para el 1 de abril de 2024 y los volúmenes se publicarán en orden cronológico y en formato tela y libro electrónico. El primer volumen, Jung in Basel: Philosophy, Science, and Spiritualism, 1896-1901, revelará a Jung intentando conciliar sus estudios de medicina y ciencia con sus intereses religiosos y metafísicos e incluirá conferencias, transcripciones de sesiones espiritistas y anotaciones de diarios inéditas que reflexionan sobre temas filosóficos, literarios y religiosos. Su publicación está prevista para 2026, y los volúmenes posteriores aparecerán una o dos veces al año.
Respecto a la cuestión de si la Edición critica contendrá todo el material de las Obras completas, Princeton respondió que no se cancelará la selección de ningún material, ya que todo se beneficiará al estar representado en una nueva forma en dicha Edición crítica.
- Carl Gustav Jung (2026-2040).  Sonu Shamdasani, ed. The Critical Edition of the Works of C. G. Jung (en inglés). Veintiseis volúmenes en cartoné y formato electrónico, traducción Caitlin Stephens y Astrid Freuler. Princeton University Press & Stiftung der Werke von C. G. Jung.

1. Gaia Domenici, ed. (Otoño 2026). Volume 1: Jung in Basel: Philosophy, Science and Spiritualism, 1896–1898.
2. Sonu Shamdasani, ed. (Primavera 2027). Volume 2: Jung at the Burghölzli: Psychical Research and Psychiatry, 1901–1904.
3. Martin Liebscher, ed. (Otoño 2027). Volume 3: Jung at the Burghölzli: Experimental Psychopathology, 1904–1906.
4. Chris Wagner (ed.). Volume 6: Transformations and Symbols of the Libido.